# Комбинированный список

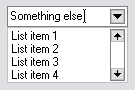
Внешний вид combo box

Combo box (рус. Комбинированный список; в некоторых других источниках — Поле со списком) — элемент (виджет) графического интерфейса пользователя. Сочетание выпадающего списка (раскрывающегося при щелчке мыши) и однострочного текстового поля, которое позволяет пользователю ввести значение вручную или выбрать из списка.

## Терминология
Термин комбинированный список иногда используется для обозначения элемента интерфейса выпадающий список. Данные понятия не являются синонимами в Java и .NET. Для того, чтобы уточнить, иногда «выпадающий список» называют «нередактируемое поле со списком» (combo box без возможности вписать значение вручную).